# Torcuato Emiliozzi
Torcuato Enrique Pascual Emiliozzi (Flores, Ciudad de Buenos Aires, 30 de mayo de 1912 - Olavarría, Provincia de Buenos Aires, 14 de febrero de 1999) fue un histórico mecánico argentino, copiloto y preparador de automóviles de competición. Hermano mayor y compañero de habitáculo de Dante Emiliozzi, lo acompañó en la obtención de los campeonatos argentinos de Turismo Carretera en los años 1962 a 1965. Fue artífice también, de la construcción del primer motor V8 con válvulas a la cabeza utilizado en Argentina para el Turismo Carretera (inclusive mucho antes que la propia Ford Motor Company a nivel mundial). Su dedicación como mecánico y compañero de ruta, fueron claves para la obtención de los campeonatos del Turismo Carretera. Finalmente, en el año 1968, abandonaría su posición en la butaca izquierda del cockpit (N. de la R.: En esos años, los autos construidos en Argentina llevaban el volante ubicado en la butaca derecha.), debido a la detección de una afección cardíaca 3 años atrás. Su lugar fue ocupado por Octavio Sabattini, un amigo de los hermanos que terminó de acompañar a Dante en su carrera deportiva. Unos años más tarde, visitaría la Fundación Favaloro, donde el prestigioso cardiólogo René Favaloro le practicaría un Bypass, que le permitiría mejorar su calidad de vida, unos años más.
Murió el 14 de febrero de 1999, a la edad de 86 años, en su Olavarría adoptiva. Diez años antes, su hermano Dante había sido el primero en partir. Durante sus últimos años fue receptor de un importante homenaje en vida, cuando en 1998 las autoridades del Auto Moto Club de Olavarría, decidieron bautizar al circuito mayor del Autódromo Sudamericano como Autódromo Hermanos Emiliozzi, quedando plasmados y para siempre en la memoria de su pueblo y en la historia del automovilismo nacional.

## Biografía

### Primeros años

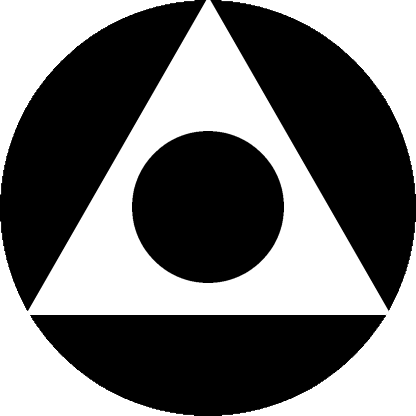
Icono identificatorio de la escudería de los Hermanos Emiliozzi.

Nacido en la Ciudad de Buenos Aires en el año 1912 como hijo de Torcuato Emiliozzi y Adalgisa Bormioli, "Tito", como se lo apodaba, fue el mayor de los dos hermanos que a futuro serían parte de la historia grande del TC. Su familia vivió en la Capital Federal hasta el año 1918, cuando Don Torcuato fue nombrado jefe de máquinas de una usina eléctrica de la localidad de Olavarría, en el interior de la Provincia de Buenos Aires. Allí, Tito comenzaría junto a su hermano Dante, a dar sus primeros pasos en la mecánica dentro del taller de su padre.
Inicialmente, Torcuato Emiliozzi practicaría otros deportes como ser tenis y ciclismo. Sin embargo, no sería en otro deporte que no fuera el automovilismo donde iba a ser conocido y reconocido, siempre a la par de su hermano Dante. Fue así que a los 20 años se animaría a dar sus primeros pasos como piloto, al anotarse en la categoría de Fuerza Libre, al comando de un Ford T. Lamentablemente, el advenimiento de la Segunda Guerra Mundial tiró los planes por la borda y junto a su hermano debieron parar con las actividades deportivas, no así con el trabajo en el taller.
Con el regreso de las actividades deportivas, Torcuato y su hermano Dante se animaron a participar en la competencia de Mar y Sierras del Turismo Carretera, en el año 1950, para lo cual adquirieron en esta ocasión una coupé Ford V8. Entre esos años, los dos hermanos se turnaron en la conducción de la unidad, sin definirse aun sobre quien debía manejar y quien atender el coche en pista, hasta que ambos terminarían arribando a un acuerdo: Aquel que de los dos sea el primero en ganar, será el piloto para siempre, siendo el otro el copiloto y encargado de la mecánica del coche. Y así fue, como el 23 de abril de 1953, en la Vuelta de Chacabuco, llegaría el triunfo y por supuesto la definición de las posiciones dentro del coche, siendo el ganador Dante.

### Copiloto, mecánico y revolucionario
A pesar de haberse definido los roles dentro del equipo tras la victoria de Dante en Chacabuco 1953, Torcuato ya sentía que su vocación estaba más ligada a la atención del vehículo que a la conducción. Fue por ello que tras quedar como el compañero de ruta, comenzó a tomar decisiones dentro de la escuadra que poco a poco arrimó a los hermanos al éxito. Si bien, la victoria de 1953 lo inscribió a Dante como un nuevo ganador del TC, era imposible ignorar la tarea de Torcuato, ya que cuando el coche desertaba, para el público desertaban los hermanos, no únicamente el piloto. Al mismo tiempo, Torcuato tuvo injerencia en más de una decisión relacionada con la mecánica del coche. Sin embargo, no fue hasta 1962 que los hermanos pasaron a ser leyenda, cuando en ese año pusieron en pista el coche que los llevó a la fama: La Galera.
La Galera no era otro coche más que su vieja unidad Ford V8 con la que debutaron en el año 1950, a la cual cambiaron de color al pasarla de su color rojo original, a la combinación de blanco en el techo y negro en la parte media y baja de la unidad. La combinación de esos colores, que sumado a su porte cuadrado e impactante, le dieron un distinguido toque de elegancia al coche, lo que provocó que el ingenio popular lo bautizara "La Galera de los Emiliozzi".
Pero esa no fue la única gran hazaña de los Hermanos Emiliozzi, ya que por esos años y aplicando un poco del ingenio mecánico aprendido en los talleres de su padre, revolucionaron los antecedentes de la historia del automovilismo mundial, al desarrollar y poner en pista el primer motor V8 con válvulas a la cabeza construido en el mundo, algo que ni la propia central de la Ford Motor Company (marca del motor sobre el cual estaba basado este desarrollo), había lanzado aún. Con esta planta impulsora, Dante y Torcuato Emiliozzi no solo que obtuvieron de manera consecutiva los campeonatos de 1962 a 1965, sino que además consiguieron marcar un hito en la historia del TC, al superar por primera vez la barrera de los 200 km/h. La epopeya tuvo lugar el 31 de marzo de 1963, durante la disputa de la Vuelta de Necochea, donde los hermanos al comando de La Galera alcanzaron los 203,526 km/h de velocidad promedio.

### De la Galera al Baufer F-100

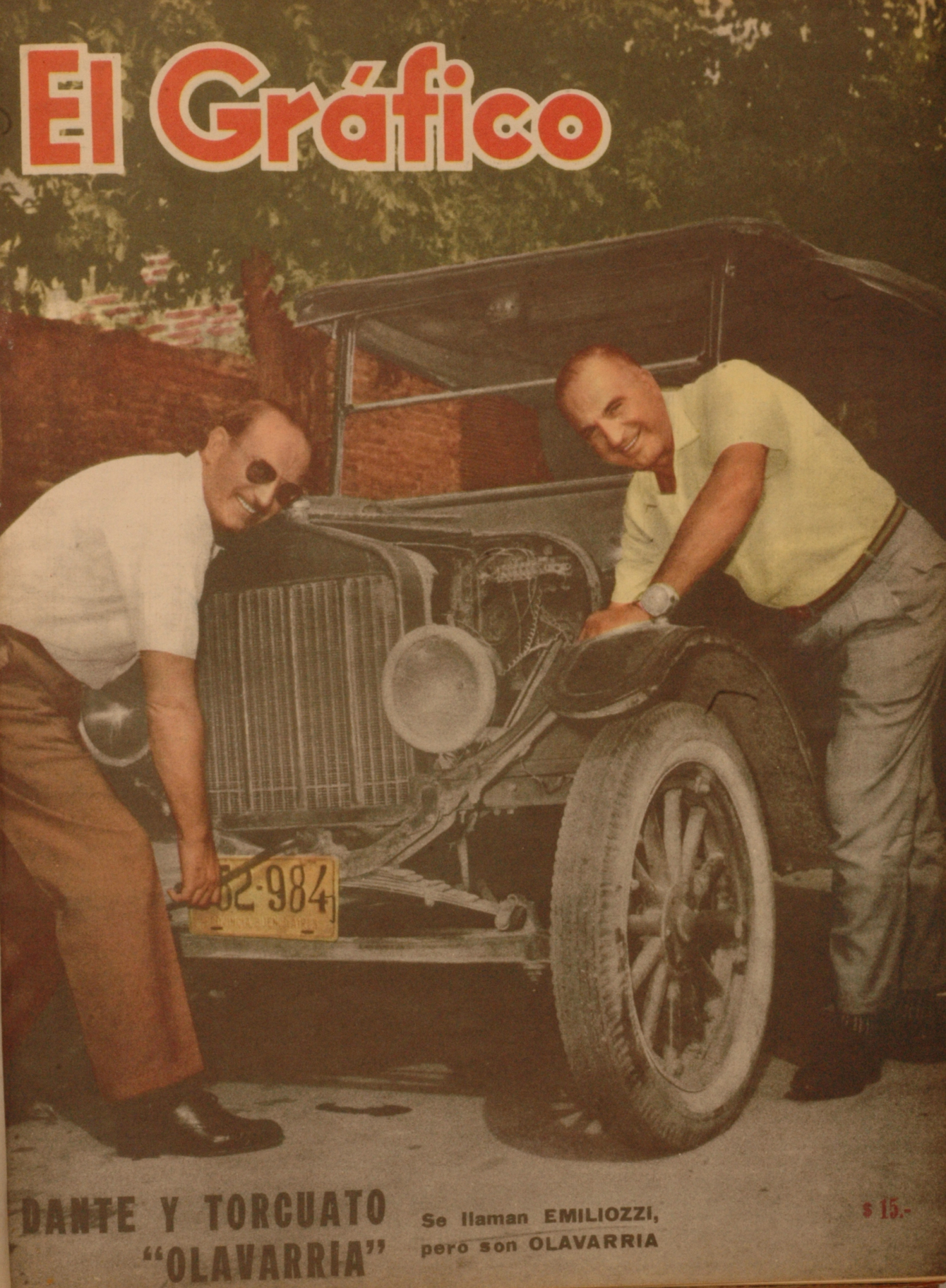
Dante y Torcuato Emiliozzi en 1963.

Tras haber obtenido los campeonatos de 1964 y 1965, los Hermanos Emiliozzi decidieron plantearse un nuevo desafío con su unidad. La aparición en el mercado argentino de la nueva camioneta Ford F-100 con un moderno motor V8, sumado al reglamento que permitía la libre preparación de las unidades, hacía suponer la idea de renovar a La Galera, teniendo en cuenta que su motor original ya llevaba muchos años y kilómetros recorridos sobre sus espaldas. Fue así que para el campeonato de 1966, ambos hermanos decidieron dar un paso arriesgado al tomar la decisión de modernizar su unidad, reemplazando el ya veterano motor V8 59AB (con la revolucionaria tapa de cilindros desarrollada por ellos mismos), por un moderno V8 de Ford F-100 (denominado vulgarmente, V8 Fase I). Sin embargo, lo que prometió ser una nueva avanzada por parte de los "Gringos de Olavarría", terminó siendo una decisión desacertada en su intención de retener el tetracampeonato obtenido. La implementación del nuevo impulsor en las entrañas de La Galera no cayeron bien en el coche, provocando como resultados una serie de abandonos que terminaron sentenciando su suerte. De todos esos abandonos, el más grave tuvo lugar el 15 de mayo de 1966 durante la disputa de la Vuelta de Santa Fe, cuando la rotura de una biela del impulsor F-100, dejó fuera de combate a la máquina que tantos éxitos le brindara a los hermanos. Ese desperfecto, marcó el final de La Galera.
Conocedores de las nuevas evoluciones a las que se estaba sometiendo el Turismo Carretera y con la urgencia de conseguir una nueva unidad que reemplace a La Galera, los Emilozzi pudieron contactarse con la carrocera Baufer, propiedad de los hermanos Dante y Alain Baudena en sociedad con Juan Ferreyra Basso. A pesar de haber recibido el OK para el inicio de la construcción de una nueva unidad, Torcuato y su hermano Dante debieron asumir que el campeonato para ellos ya estaba perdido, por lo que solo les quedó trabajar en la nueva unidad y comenzar a pensar en prepararse para el nuevo torneo. Así fue que tras casi tres meses de inactividad, los Emiliozzi finalmente volvieron a las pistas presentando una nueva arma de diseño revolucionario y amparada por las últimas reformas reglamentarias que permitían la libre preparación de los coches. De esta forma, hacía su aparición el Baufer-Ford de motor F-100, vehículo que fuera estrenado el 07 de agosto de 1966 en ocasión de correrse la Vuelta de Carlos Casares. El modelo en cuestión, fue un diseño basado en un proyecto construido por Juan Ferreyra Basso y su motorización estuvo a cargo de Torcuato Emiliozzi, quien lo equipó con el último motor V8 que usara La Galera.

## Carreras corridas como piloto de TC
| #  | Fecha                     | Prueba                  | Marca   | Resultado | Referencias |
| -- | ------------------------- | ----------------------- | ------- | --------- | ----------- |
| 1° | 7 al 9 de abril de 1950   | 1.ª Vuelta de Olavarría | Ford V8 | No largó  | [ 8 ]       |
| 2° | 10 al 11 de junio de 1950 | Vuelta de La Pampa      | Ford V8 | Abandonó  | [ 9 ]       |
| 3° | 25 de marzo de 1951       | Mar del Plata           | Ford V8 | 19°       | [ 10 ]      |

Total: 3 carreras corridas entre 1950 y 1951.

## Palmarés como copiloto
| Título  | Categoría         | Piloto          | Modelo              | Año  |
| ------- | ----------------- | --------------- | ------------------- | ---- |
| Campeón | Turismo Carretera | Dante Emiliozzi | Ford V8 (La Galera) | 1962 |
| Campeón | Turismo Carretera | Dante Emiliozzi | Ford V8 (La Galera) | 1963 |
| Campeón | Turismo Carretera | Dante Emiliozzi | Ford V8 (La Galera) | 1964 |
| Campeón | Turismo Carretera | Dante Emiliozzi | Ford V8 (La Galera) | 1965 |